# Vigna
Vigna (hrvatski vigna; lat. Vigna), rod jednogodišnjeg bilja i trajnica iz porodice mahunarki raširen po suptropskim i tropskim predjelima, posebno u Africi 70 od 108 vrsta.
U Hrvatskoj raste vrsta mletački grah, poznata i kao duga vigna ili grah metraš (Vigna unguiculata).

## Vrste
1. Vigna aconitifolia (Jacq.) Maréchal
2. Vigna ambacensis Welw. ex Baker
3. Vigna angivensis Baker
4. Vigna angularis (Willd.) Ohwi & H.Ohashi
5. Vigna antunesii Harms
6. Vigna bequaertii R.Wilczek
7. Vigna bosseri Du Puy & Labat
8. Vigna bourneae Gamble
9. Vigna canescens C.T.White
10. Vigna clarkei Prain
11. Vigna comosa Baker
12. Vigna dalzelliana (Kuntze) Verdc.
13. Vigna debanensis Martelli
14. Vigna desmodioides R.Wilczek
15. Vigna diffusa (Scott Elliot) A.Delgado
16. Vigna dolomitica R.Wilczek
17. Vigna exilis Tateishi & Maxted
18. Vigna filicaulis Hepper
19. Vigna fischeri Harms
20. Vigna friesiorum Harms
21. Vigna frutescens A.Rich.
22. Vigna gazensis Baker f.
23. Vigna glabrescens Maréchal, Mascherpa & Stainier
24. Vigna gracilicaulis (Ohwi) Ohwi & H.Ohashi
25. Vigna gracilis (Guill. & Perr.) Hook.f.
26. Vigna grandiflora (Prain) Tateishi & Maxted
27. Vigna hainiana Babu, Gopin. & S.K.Sharma
28. Vigna haumaniana R.Wilczek
29. Vigna heterophylla A.Rich.
30. Vigna hirtella Ridl.
31. Vigna hosei (Craib) Backer ex K.Heyne
32. Vigna indica T.M.Dixit, K.V.Bhat & S.R.Yadav
33. Vigna jaegeri Harms
34. Vigna juncea Milne-Redh.
35. Vigna juruana (Harms) Verdc.
36. Vigna kassneri R.Wilczek
37. Vigna keraudrenii Du Puy & Labat
38. Vigna khandalensis (Santapau) Raghavan & Wadhwa
39. Vigna kirkii (Baker) J.B.Gillett
40. Vigna kokii B.J.Pienaar
41. Vigna konkanensis Latha, K.V.Bhat, I.S.Bisht, Scariah, K.J.John & Krishnaraj
42. Vigna lanceolata Benth.
43. Vigna lasiocarpa (Mart. ex Benth.) Verdc.
44. Vigna laurentii De Wild.
45. Vigna lobatifolia Baker
46. Vigna lonchophylla Piper
47. Vigna longifolia (Benth.) Verdc.
48. Vigna longissima Hutch.
49. Vigna luteola (Jacq.) Benth.
50. Vigna malayana M.R.Hend.
51. Vigna marina (Burm.) Merr.
52. Vigna membranacea A.Rich.
53. Vigna mendesii Torre
54. Vigna microsperma R.Vig.
55. Vigna mildbraedii Harms
56. Vigna minima (Roxb.) Ohwi & H.Ohashi
57. Vigna monantha Thulin
58. Vigna monophylla Taub.
59. Vigna mudenia B.J.Pienaar
60. Vigna mukerjeanus (Babu ex Raizada) Raizada
61. Vigna multinervis Hutch. & Dalziel
62. Vigna mungo (L.) Hepper
63. Vigna myrtifolia Piper
64. Vigna nepalensis Tateishi & Maxted
65. Vigna nigritia Hook.f.
66. Vigna nuda N.E.Br.
67. Vigna nyangensis Mithen
68. Vigna oblongifolia A.Rich.
69. Vigna owahuensis Vogel
70. Vigna pandeyana Gore, S.P.Gaikwad & Randive
71. Vigna parkeri Baker
72. Vigna phoenix Brummitt
73. Vigna platyloba Hiern
74. Vigna procera Welw. ex Hiern
75. Vigna pseudovenulosa (Maréchal, Mascherpa & Stainier) Pasquet & Maesen
76. Vigna pubigera Baker
77. Vigna pygmaea R.E.Fr.
78. Vigna radiata (L.) R.Wilczek
79. Vigna radicans Welw. ex Baker
80. Vigna ramanniana Rossberg
81. Vigna reflexopilosa Hayata
82. Vigna reticulata Hook.f.
83. Vigna ricciardiana (Ten.) Babu & S.K.Sharma
84. Vigna richardsiae Verdc.
85. Vigna sahyadriana Aitawade, K.V.Bhat & S.R.Yadav
86. Vigna sathishiana Balan & Predeep
87. Vigna schimperi Baker
88. Vigna schlechteri Harms
89. Vigna somaliensis Baker f.
90. Vigna stenophylla Harms
91. Vigna suberecta Benth.
92. Vigna subramaniana (Babu ex Raizada) Raizada
93. Vigna subterranea (L.) Verdc.
94. Vigna tenuicaulis N.Tomooka & Maxted
95. Vigna tisserantiana Pellegr.
96. Vigna trichocarpa (C.Wright) A.Delgado
97. Vigna trilobata (L.) Verdc.
98. Vigna triodiophila A.E.Holland & R.Butcher
99. Vigna triphylla (R.Wilczek) Verdc.
100. Vigna truxillensis (Kunth) N.Zamora
101. Vigna umbellata (Thunb.) Ohwi & H.Ohashi
102. Vigna unguiculata (L.) Walp.
103. Vigna venulosa Baker
104. Vigna verdcourtii Pasquet
105. Vigna vexillata (L.) A.Rich.
106. Vigna wittei Baker f.
107. Vigna yadavii S.P.Gaikwad, Gore, Randive & Garad

## Sinonimi
- Azukia Takah. ex Ohwi; Fl. Jap. 690 (1953)
- Callicysthus Endl.; Prod. Fl. Norf 90 (1833)
- Geolobus Raf.; New Fl. Am. 1: 81 (1836)
- Haydonia R.Wilczek; Bull. Jard. Bot. État Bruxelles 24: 405 (1954)
- Liebrechtsia De Wild.; Ann. Mus. Congo, Ser. IV. 70 (1902)
- Phasellus Medik.; Vorles. Churpfälz. Phys.-Ökon. Ges. 2: 352 (1787)
- Plectrotropis Schumach. & Thonn.; Beskr. Guin. Pl. 338 (1827)
- Rudua Maek.; Jap. J. Bot. 15: 114 (1955)
- Scytalis E.Mey.; Comm. Pl. Afr. Austr. 144 (1836)
- Voandzeia Thouars; Gen. Nov. Madagascar. 23 (1806)